# Erymanthus

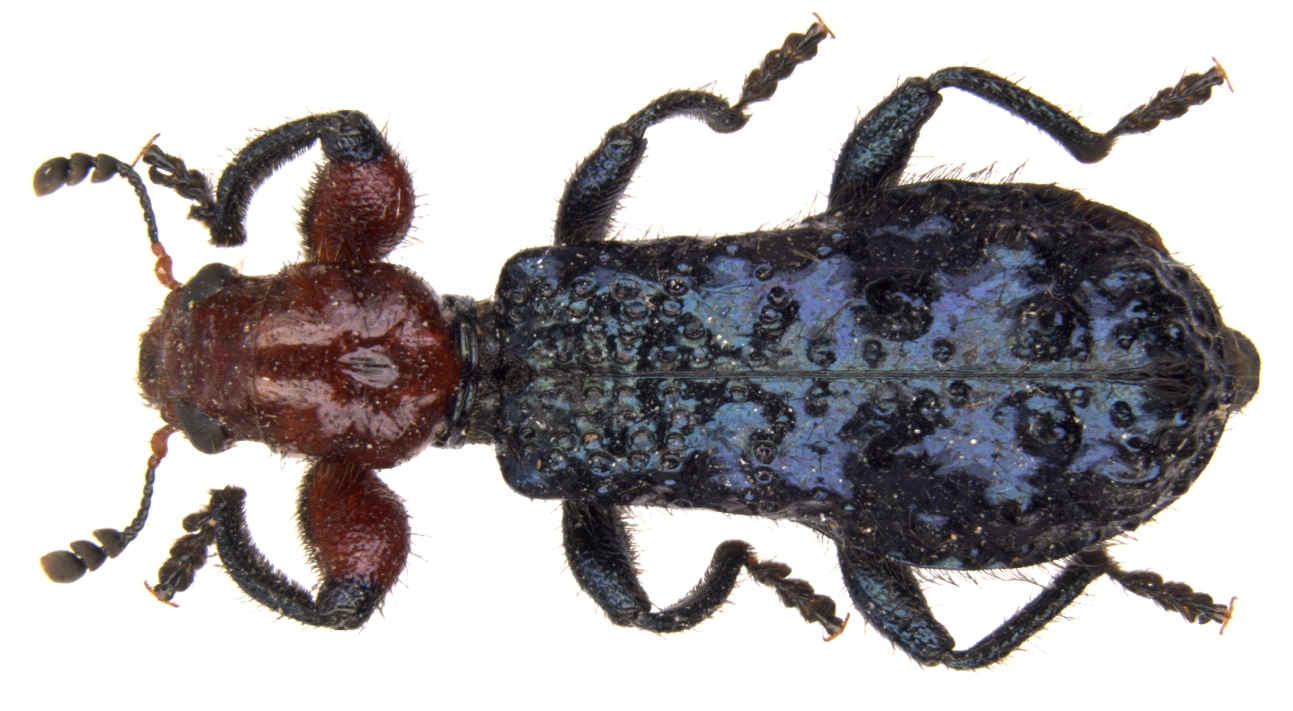
Präparat von Erymanthus diversipes

Die Gattung Erymanthus aus der Familie der Buntkäfer (Cleridae) umfasst 16 Arten, die auf dem afrikanischen Festland beheimatet und weit verbreitet sind.

## Merkmale
Der Kopf ist zusammen mit den Augen etwas breiter als das Pronotum. Die Augen sind nierenförmig und haben grobe Facetten. Die Antennen bestehen aus 11 Gliedern, wobei die letzten drei eine Keule formen. Das Pronotum ist länger als breit und verläuft subparallel. Seitlich und auf dem Pronotum finden sich mehr oder weniger auffällige Erhebungen, zentral liegt eine Längsfurche. Die Elytren sind etwa doppelt so lang wie breit und zeigen eine starke Variation in Punktierung und verschiedenen Erhebungen. Fünf große Erhebungen mit borstenähnlicher Behaarung haben zumeist eine ähnliche Anordnung. Die Femora (Schenkel), vor allem des ersten Beinpaares, sind auffällig kräftig. Alle drei Beinpaare haben jeweils drei Tarsenglieder. Die Färbung der Arten reicht von einfachen Schwarz- und Brauntönen bis hin zu einem metallischen Blau und kräftigen Rot.

## Verbreitung
Die Gattung ist in ihrer Verbreitung auf den afrikanischen Kontinent beschränkt und wurde bisher nur südlich der Sahara gefunden.

## Lebensweise
Zur Lebensweise der Gattung ist noch nichts bekannt.

## Systematik
- Erymanthus ater Hintz, 1905
- Erymanthus belzebuth Thomson, 1856
- Erymanthus bicolor Chapin, 1924
- Erymanthus diversipes Pic, 1932
- Erymanthus flavonotatus Pic, 1932
- Erymanthus gemmatus Klug, 1842
- Erymanthus horridus Westwood, 1852
- Erymanthus maculaticeps Pic, 1949
- Erymanthus melanurus Kuwert, 1893
- Erymanthus pustulosus Quedenfeldt, 1888
- Erymanthus revoili Fairmaire, 1887
- Erymanthus semirufus Kuwert, 1893
- Erymanthus testaceus Pic, 1950
- Erymanthus transversopustulatus Gerstmeier & Salvamoser 2013
- Erymanthus variolatus Brême, 1844
- Erymanthus vesuvioides Thomson, 1856

## Namensgebung
Erymanthos ist der antike Name eines Gebirges und eines Flusses in Griechenland. Weder Maximilien Spinola in seiner Beschreibung der Gattung (die er Klug zuschreibt) noch Johann Christoph Friedrich Klug bei der Beschreibung der Typusart Erymanthus gemmatus geben eine Erklärung für die Namensgebung.